# May-Louise Flodin
May-Louise Flodin, egentligen Siv May Louise El Khoury, född Flodin 14 februari 1934 i Eskilstuna Fors församling i Södermanlands län, död 4 februari 2011 Västra Frölunda i Näsets församling i Västra Götalands län, var en svensk skönhetsdrottning som vann Miss World 1952, då tävlingen gick i London. Detta var andra året som Miss World anordnades, och Flodin var den andra svenskan i rad som vann, då hon efterträdde Kicki Håkansson som Miss World.
Flodin arbetade efter vinsten som fotomodell och ägnade sig samtidigt åt vattenskidor. Hon blev senare hotelldirektör i Jordanien.